# Fabricio Oberto
Fabricio Raúl Jesús Oberto (Las Varillas, Córdoba, Argentina, 21 de març de 1975), és un jugador de bàsquet argentino-italià retirat. Amb una alçada de 2,08 m i 116 kg, jugava bàsicament en la posició de pivot. Va participar professionalment en les lligues LNB argentina, l'ACB espanyola i NBA nord-americana, on va guanyar el títol de lliga. Fou membre selecció de bàsquet de l'Argentina.

## Biografia
A l'edat de 17 anys va decidir provar sort a Atenes de Còrdova, un dels clubs més tradicionals en el bàsquet argentí, i va ser seleccionat, començant a jugar professionalment a finals d'aquest any. El 1998, després d'haver estat elegit Jugador Més Valuós de la Lliga Nacional, va ser transferit al Olympiakos BC grec, començant la seva experiència europea que més tard el portaria al club espanyol Baskonia (TAU a aquella època). Després de dues temporades amb el TAU, va ser traspassat al (Pamesa) València Bàsquet. El 2005 va comprar el seu passi amb el Pamesa, per poder signar un contracte amb els San Antonio Spurs de l'NBA, on jugava amb el seu compatriota Emanuel Ginóbili. Allà va utilitzar la samarreta número 7, igual que en la selecció de l'Argentina. Dos anys després va guanyar l'anell de campions amb aquest equip. Després de ser traspassat i despatxat pels Detroit Pistons, va signar per l'equip de Washington Wizards (2009) com a agent lliure, on va utilitzar el dorsal 21 perquè el 7 ja estava ocupat. El juny de 2009 va ser operat amb èxit d'una arrítmia cardíaca, i va signar pels Portland Trail Blazers (2010). Malauradament, poc després d'iniciar la temporada va començar a patir palpitacions i mareigs relacionats amb l'afecció cardíaca anterior, i va decidir retirar-se per prescripció mèdica. El gener de 2013, Oberto va signar un contracte per un any amb el seu equip inicial de l'Atenes de Còrdova, tornant a disputar la Lliga argentina de bàsquet catorze anys després.
Va començar a jugar amb la selecció argentina poc abans del seu aniversari número 20, el 1995, i des d'aleshores va jugar 70 partits. Va guanyar diverses competicions, entre les quals van destacar la medalla d'or olímpica als Jocs Olímpics d'Atenes 2004 i la medalla de bronze als Jocs Olímpics de Pequín 2008. Un altre resultat important fou l'argent al Campionat del Món de bàsquet masculí de 2002 celebrat als Estats Units, on van derrotar l'equip amfitrió i màxim favorit. També va guanyar dos ors i dos argents al Campionat FIBA Amèriques.
Oberto és aficionat a tocar la guitarra, i mentre va estar a València va començar a prendre classes. A més va formar un grup, anomenat De Pitis, amb la seva compatriota Federico Kammerichs, on Fabricio tocava la guitarra i Kammerichs el baix. En una ràdio de València va tenir un programa amb els seus llavors companys d'equip, Federico Kammerichs i Asier García. El programa es deia "De tot menys bàsquet" i va gaudir de gran popularitat, tenint a molts convidats famosos de l'esport espanyol. Retirat definitivament del bàsquet, va centrar la seva carrera en els mitjans de comunicació, començant per "Bestias Mediterráneas" a Vorterix, i llavors "Lado Oberto" per TyC Sports. També va conduir el programa "Generación NBA" per DeporTV. També ha comentat partits de l'NBA a ESPN.

## Títols i medalles

### Atenes de Còrdova
Campió de la Lliga Nacional Juvenil (1993)
Campionat sud-americà de Clubs (1994)
Subcampionat de la Lliga argentina (1995/96)
Campionat Panamericà de Clubs (1996)
Campió de la Lliga sud-americana (1997)
Campió de la Lliga sud-americana (1998)
Campió de la Lliga argentina (1997/98)

### Espanya

#### CB Baskonia- Tau Ceràmica
Subcampionat de l'Eurolliga (2000/01)
Campió de la Copa del Rei (2001/02)
Campió de la Lliga ACB (2001/02)

#### CB València- Pamesa València
Subcampió de la Lliga ACB (2002/03)
Campió de la Copa ULEB (2002/03)

### Estats Units

#### San Antonio Spurs
Campió de l'NBA (2006/07)

### Selecció argentina
Medalla d'or als Jocs Panamericans (1995)
Medalla de plata en el Campionat FIBA Amèriques (1995)
Medalla d'or en el Campionat FIBA Amèriques (2001)
Medalla de plata al Campionat Mundial (2002)
Medalla de plata en el Campionat FIBA Amèriques (2003)
Medalla d'or als Jocs Olímpics (2004)
Medalla de bronze als Jocs Olímpics (2008)
Medalla d'or als Campionat FIBA Amèriques (2011)